# Palacio de justicia de Marsella
El palacio de justicia de Marsella está situado en la plaza Montyon, en el VI Distrito, en el barrio del Palacio de Justicia de la ciudad de Marsella en Francia.

## Historia
El primer palacio de justicia construido entre  1743 y 1747 se encontraba en la ciudad antigua, en la plaza Daviel, enfrente del calvario de la Iglesia de los Accoules. En este edificio denominado  hotel Daviel se encuentran actualmente los locales anexos del Ayuntamiento. A comienzo del siglo XIX el espacio del hotel Daviel se muestra insuficiente y el prefecto de la época de La Coste propuso en 1839 al Consejo General un proyecto de reconstrucción sobre el mismo emplazamiento del viejo palacio.
Tras algunas controversias, se tomó la decisión de trasladar el Palacio de justicia a la plaza Montyon. El  Consejo General aprobó el proyecto en una sesión del 15 de diciembre de 1856 los terrenos fueron cedidos por la villa de Marsella. El arquitecto fue Mr Auguste Martin. La inauguración tuvo lugar el 4 de noviembre de 1862 y el obispo de Marsella, monseñor Patrice Cruice, celebró una misa en una de las salas de audiencia. Mr Mourier, procurador imperial, pronunció el discurso de apertura de la sesión inaugural, seguido por Edouard Luce, presidente del tribunal civil.

## El edificio

### Exterior
Este edificio clásico de 57 metros de longitud y de 54 metros de largo corresponde al modelo de los palacios de justicia construidos durante el segundo imperio francés. La fachada principal da a la plaza Montyon que recibe su nombre a Jean-Baptiste de Montyon, intendente de la Provenza en el siglo XVIII. En el centro de esta fachada se encuentra una puerta monumental compuesta por una escalera de  25 escalones, un peristilo de orden jónico con seis columnas que soportan un frontón triangular sobre el cual está representada la justicia acompañada a su derecha por la Fuerza y en el ángulo el Crimen representado por un hombre atado y a su izquierda la Prudencia y la Inocencia. este espacio fue tallado por el escultor Guillaume. Este mismo artista realizó los relieves instalados bajo el porche que representan la justicia represiva y la justicia protectora.
La fachada posterior que se asoma a la calle Grignan, est´poco decorada con solamente un frontón donde fueron esculpidas las aarmas napoleónicas y dos leones custodiando las tablas conmemorativas, todo ello esculpido por Émile Aldebert. dos estatuas de Joseph Marius Ramus ocupan las esquinas laterales del peristilo y representan la Fuerza y la Prudencia. Los frontones de las fachadas laterales son obra de Pierre Travaux; ellos representan al este del lado de la calle Breteuil, la Firmeza y la Moderación, y al oeste del lado de la calle  Émile Pollak, la Vigilancia y la Sabiduría.

### Interior
La sala de los pasos perdidos de forma cuadrada tiene 16 metros de lado; está adornada con 16 columnas de mármol rojo del Languedoc soportando una galería a la altura del primer piso. La arcada se compone de cuatro partes desiguales dividida en cinco salas, una central grande y cuatro pequeñas. Les grands caissons représentent chacun un législateur, tandis que dans les petits caissons sont figurés les juristes qui ont travaillés à l'époque du législateur. Los cuadros grandes representa cada uno a un legislador, mientras que en las cajas pequeñas están representados los abogados que trabajaron en la época del legislador. Así nos encontramos con los retratos siguientes:
- Solón con Tales de Mileto, Anacarsis, Brias y Epiménides.

- Justiniano I con Tribonien, Thallèle, Théophile y Dorothée

- Carlomagno con Alcuino de York, Anségise, Angilberto y Eginhardo

- Napoleón I con Cambacérès, Tronchet, Portalis y  Bigot de Préameneu, redactores del Código Civil de Francia (con Jacques de Maleville).

En el arco también se muestran las virtudes características de los jueces: la fuerza, la equidad, la razón, la ley, la libertad, la autoridad, la verdad y la elocuencia. Todas las decoraciones de los arcos son de Gilbert.